# François Pluchart
François Pluchart (né le 5 août 1937 à Montmorency, Val-d'Oise et mort le 8 novembre 1988 à Paris) est un écrivain, essayiste journaliste et critique d'art français, qui mena de front un grand nombre d'activités autour de l'art contemporain. 

## Biographie
François Pluchart fut tout à la fois journaliste, essayiste, critique d'art, théoricien de l'art corporel, mais également enseignant à l'école des arts décoratifs de Nice, à l’école nationale supérieure d'art de Nancy et à La Sorbonne à Paris. 
Il commença son activité de critique d'art à l'âge de 22 ans, en débutant comme chroniqueur artistique pour le journal Combat, dont il deviendra par la suite directeur des pages sur l’art. Ses premiers textes sont déjà empreints d'un ton très personnel et d'une vision de l’actualité marquée par le choix des artistes dont il parle. Les positions libertaires (voire gauchistes) du journal lui permettent d'affirmer des choix artistiques allant le plus souvent à contre-courant de l’académisme ambiant.
Il défend avec ferveur des artistes tels que Jean Dubuffet, Jeanne Laganne, Jean-Pierre Raynaud, Bernard Balanci,  Martial Raysse, Jean Piaubert, Peter Stämpfli ou Léopold Survage, mais s'oppose à l'École de Paris et aux tenants de l'abstraction lyrique et du courant néo-surréaliste. Témoin privilégié des avant-gardes des années 1960 et 1970, il s'attache à ce qui marque l'époque, ce qui fait scandale. Il assiste à l'émergence du Nouveau réalisme et du Pop art pour lesquels il se passionne. Il s'intéresse au rôle et à la condition sociale de l'artiste et à la pratique de ceux qui portent une attention particulière à une réalité « perturbatrice » et « exaltante », selon ses propres termes, que l'on retrouve souvent dans ses écrits. Il n’hésite pas à dénoncer la censure et tous les abus politiques, sociaux ou institutionnels ayant trait à l’art. 
À partir de 1968, François Pluchart commence à découvrir la pratique d'un art du geste, ou d'un art de l'action qui, comme il l'écrit « ouvre sur une voie incomparablement plus féconde, celle de l'art corporel. » Pierre Restany et Otto Hahn l'encouragent dans l’écriture et l’affirmation d’un art d’après la peinture, d’un art du corps, élaboré en complicité avec l’artiste Michel Journiac — qu'il défend en raison du caractère subversif et de l’énergie poétique qui se dégagent de son œuvre — dès 1968. François Pluchart sera même ponctuellement à l’origine de certaines actions de Michel Journiac, comme celle du chèque ou celle du référendum du 27 avril 1969. Cette complicité avec les artistes (Michel Journiac, Hervé Fischer, Gina Pane) l'incite à mener une réflexion critique et sociologique en étroite symbiose avec leurs pratiques, dont il livrera le fruit dans la revue ArTitudes, qu'il crée en 1971 et qui paraîtra jusqu'en septembre 1977.
Ces artistes, mais aussi Vito Acconci, les artistes de l’Actionnisme viennois ou encore Ben illustrent, selon lui, le « passage au schéma corporel, au corps utilisé comme matériel artistique. » Ils rassemblent les éléments de ce schéma corporel, perçu comme un geste radical, qui « veut tout à la fois modifier la forme, la signification et la portée de l’œuvre d’art, transformer le lieu culturel et créer les liens d’une véritable participation collective. » 
Au début des années 1980, François Pluchart prend en charge la réalisation du magazine L'Art vivant, tentative pour relancer la revue Chroniques de l’art vivant publiée de 1968 à 1975) sous la direction de Jean Clair et financée par la galerie Maeght. C'est en avril 1984 qu’Adrien Maeght lui confie la rédaction de L’Art vivant, mais la santé financière fragile de ce type de publication ne permettra pas d'aller au-delà du douzième numéro, et la revue cessera définitivement de paraître pendant l’été 1985. 
François Pluchart est décédé le 8 novembre 1988, à l'âge de 51 ans.

## Hommage
Du 16 novembre 2002 au 4 janvier 2003, le Fonds régional d'art contemporain de la région Bourgogne a rendu hommage à François Pluchart à travers l'exposition François Pluchart : L'Art, un acte de participation au monde, présentant des œuvres d'artistes que le critique avait aimés et défendus, parmi lesquels : Bernard Balanci, Daniel Buren, Jean Dubuffet, Maurice Estève, Jean Fautrier, Lucio Fontana, Hans Hartung, Jean Hélion, Peter Klasen, Yves Klein, Charles Lapicque, Georges Mathieu, Pierre Molinier, Thierry Agullo, Jean Piaubert, Peter Stampfli, Jacques Villon. 
Cette exposition fut présentée à l'occasion de la parution d'une anthologie de ses textes sur l'art (sous la dir. de Sylvie Mokhtari) aux éditions Jacqueline Chambon. Dans la préface de l'anthologie, Jean-Philippe Vienne fait remarquer que François Pluchart aura marqué la scène artistique française des années 1960 aux années 1980 par la nature exigeante du soutien qu'il a apporté aux artistes : « ... la radicalité, écrit-il, était pour François Pluchart le moyen d'atteindre nos sens, de faire irruption, de nous atteindre en quelque sorte et de dévoiler, d'éprouver le sens des choses, le sens des engagements et des attitudes des hommes, le sens des œuvres. »